# Filzbecherchen
Die Filzbecherchen (Tapesia) sind eine Pilzgattung aus der Familie der Dermateaceae. In Mitteleuropa kommen ungefähr 20 Arten vor. Sie leben saprophytisch von toten Pflanzenresten. Die Typusart ist Tapesia fusca.

## Beschreibung
Die Filzbecherchen bilden kleine Apothecien mit einem äußeren (ektalem) Excipulum, also einem Hyphengeflecht, das den eigentlichen Fruchtkörper umgibt. Zudem besitzen sie ein Subiculum, ein basales Hyphengeflecht. Tapesia ähnelt stark Mollisia. Die beiden Gattungen unterscheiden sich nur dadurch, dass bei Tapesia die Fruchtkörper auf dem erwähnten Subiculum  sitzen. Dieses ist jedoch oft kaum zu erkennen.
Ihr Ascus-Porus färbt sich in Lugol violett.

## Ökologie und Lebensraum
Viele Arten leben saprophytisch auf abgestorbenem Holz verschiedener Bäume, manche leben allerdings auch parasitisch auf verschiedenen Gräsern. Unter letzteren ist besonders Tapesia yallundae zu nennen, die in ihrer Nebenfruchtform die Halmbruchkrankheit bei Getreide auslöst. Die Hauptfruchtform wird auf abgestorbenen, nicht geernteten Halmen gebildet.

## Systematik
Manche Autoren nehmen an, dass Mollisia und Tapesia zusammengehören. Nach Aebi hätte dann der Name Tapesia Vorrang, da er länger existiert. Laut Index Fungorum sind aber derzeit beide Gattungen getrennt.

## Arten (Auswahl)
Die genaue Artenzahl ist unbekannt, auch aufgrund der unsicheren systematischen Stellung. Das Index Fungorum gibt 157 Arten an, allerdings sind viele ein Nomen dubium.
Gerhard gibt die Zahl für Europa mit 20 an, die Datenbank der Pilze Österreichs listet 4 Arten.
- Dunkelgraues Filzbecherchen (Tapesia fusca)
- Helles Schilf-Filzbecherchen (Tapesia hydrophila)
- Schwarzweißes Filzbecherchen (Tapesia melaleucoides)
- Zapfen-Filzbecherchen (Tapesia strobilicola)
- Tapesia yallundae: Erreger der Halmbruchkrankheit

## Belege
- Ewald Gerhardt: Pilze. BLV Buchverlag, München 2006, ISBN 978-3-8354-0053-5, S. 556.
- R.W.G. Dennis: British Ascomycetes. Lubrecht & Cramer Ltd; 3 Revised edition. ISBN 3-7682-0552-5